# Cirolana corrugis
Cirolana corrugis là một loài chân đều trong họ Cirolanidae. Loài này được Jones miêu tả khoa học năm 1976.